# Bain des Pages

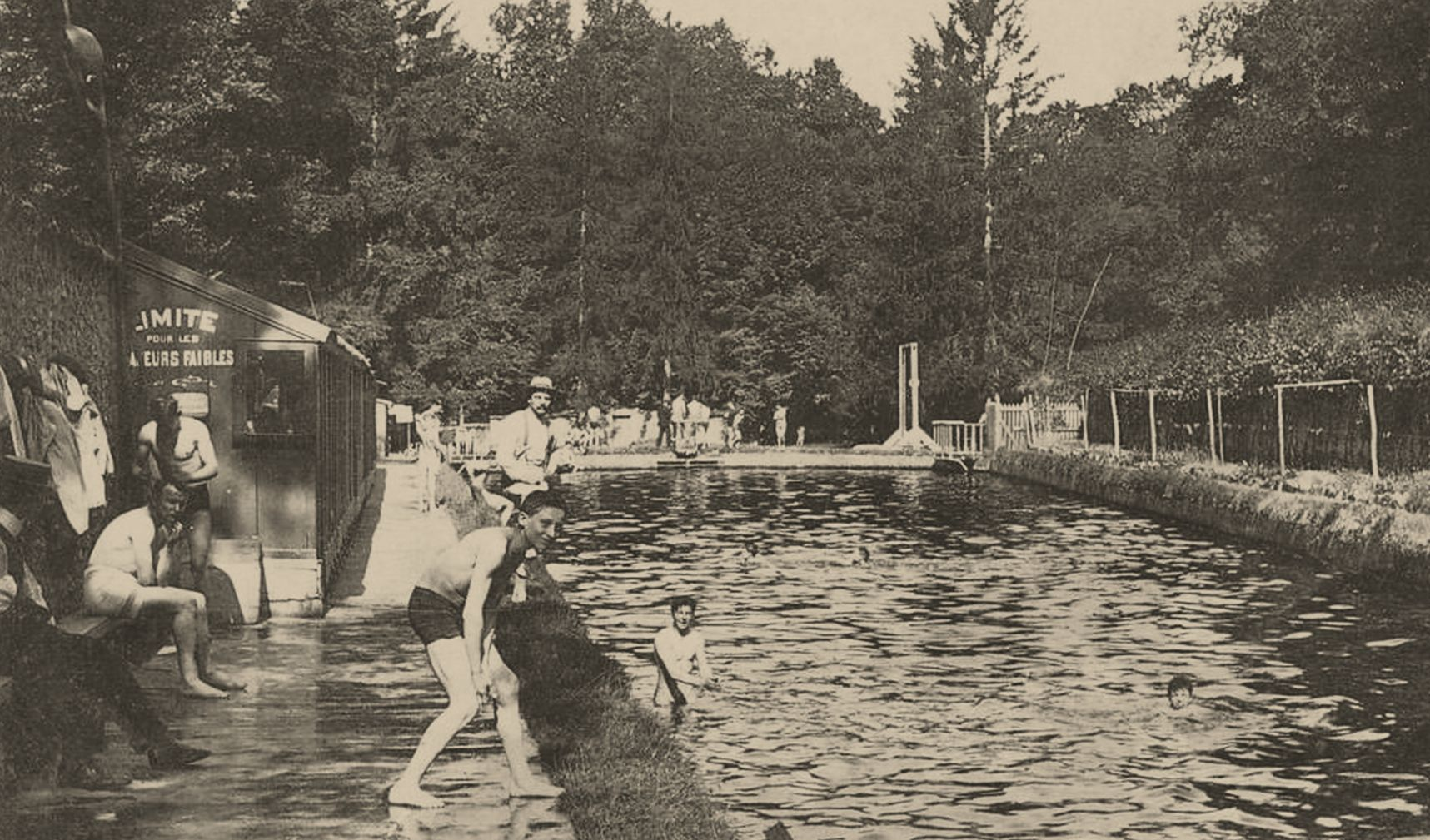
« Les Bains des Pages », dans les années 1910.

Le bain des Pages, aussi nommé piscine des Pages, est un bassin se situant sur le domaine du château de Versailles, en France. Il s'agit d'un ancien réservoir créé sous Louis XIV transformé en piscine au XIXe siècle et aujourd'hui rattaché à un logement de fonction.

## Situation
Le bain des Pages se situe en bordure du domaine de Versailles, entre le petit parc et l'avenue de Trianon, à une centaine de mètres à l'ouest du bassin de Neptune et à proximité de la grille de Cérès. Bordé par de hauts murs qui longent l'allée menant au Grand Trianon et cachent sa visibilité de l'extérieur, il n'est accessible que par un pavillon de brique rouge.

## Historique
L'eau des réservoirs était, à l'époque de Louis XIV, fournie par l'étang de Clagny. Les glaises de ces bassins furent posées par un ouvrier flamand du nom de Jean Bette, mort en 1667. Il laissa son nom à l'un de ses ouvrages, sous une forme corrompue en « réservoir des Jambettes » ou « réservoir des Gimbettes ». Ce bassin était alors alimenté, selon le principe d'étage en étage, par le réservoir de l'Aile, situé rue des Réservoirs, et fournissait l'eau des bassins inférieurs, en particulier le rocher des Bains d'Apollon. Il se composait en fait de deux bassins de tailles différentes, l'un de forme oblongue, l'autre plus rectangulaire.

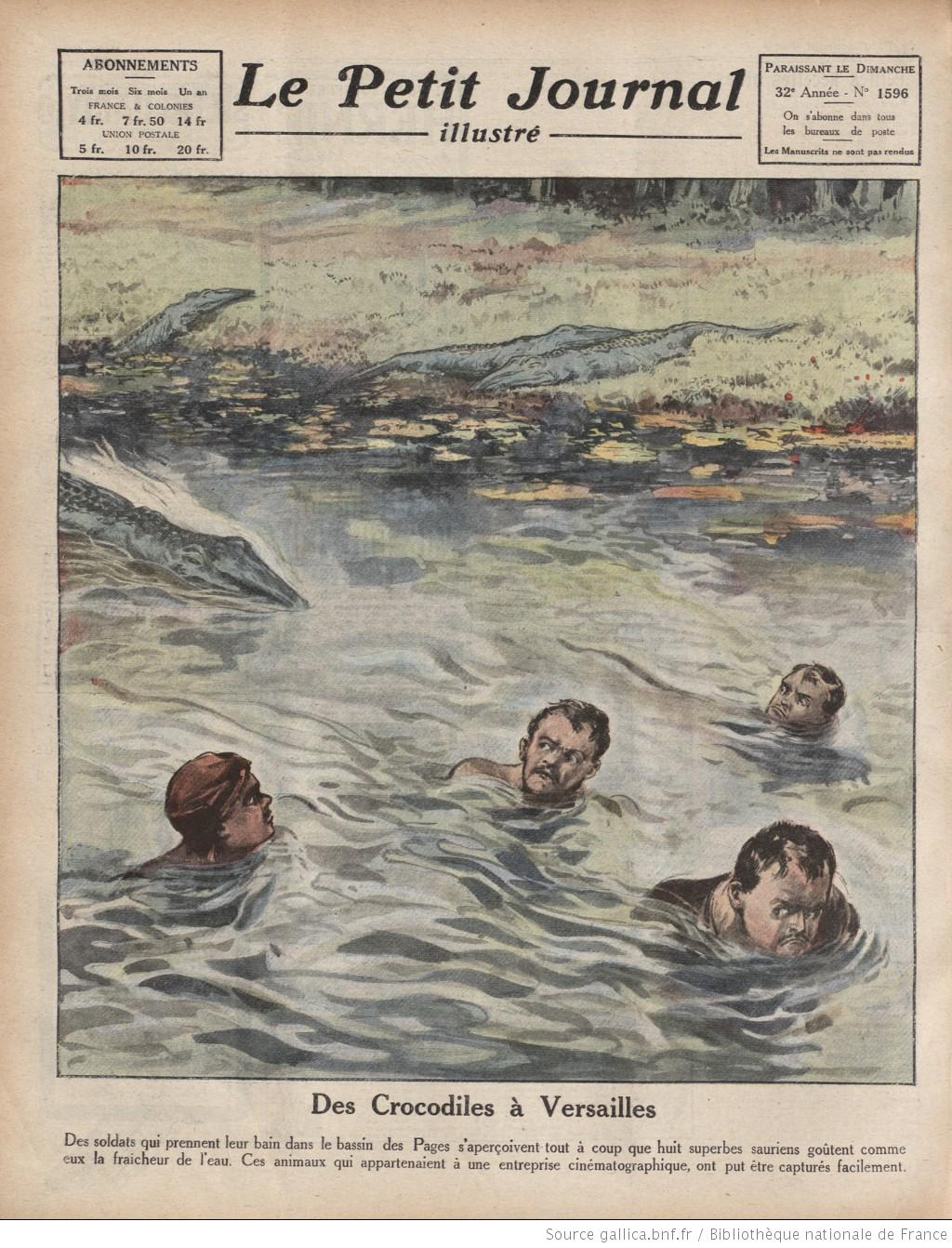
Illustration du Petit Journal du 24 juillet 1921 : « Des Crocodiles à Versailles ».

Ce double réservoir à ciel ouvert avait été mis à la disposition des pages du Roi, ce qui avait rapidement donné à ce lieu le nom de « bain des Pages ». 
Napoléon III fit procéder, en 1854, au réaménagement de l'aire du Petit parc, qu'il octroya à la ville de Versailles pour ses activités de loisir, celle-ci percevant un droit sur les chaises. Dans le même temps, la municipalité autorisa la baignade dans le Grand canal et fonda un établissement de bains au « réservoir des Jambettes à Trianon »,. Le petit bain était de forme rectangulaire et, en contrebas, séparé par un saule-pleureur, se trouvait le grand bain. Des cabines bordaient le mur donnant sur l'allée du Petit-Pont.
Depuis la création de cet établissement public jusqu'à la fin de la Première Guerre mondiale, la piscine des Pages avait des jours d'ouverture pour les hommes et d'autres pour les femmes. Elle était l'occasion de rencontres entre Versaillais de tous âges et de toutes catégories. Le futur ambassadeur Paul Morand, alors attaché d'ambassade, raconta sa découverte, en 1916, de ce « lieu ravissant, caché de tous », mais déplorait la présence d'une « infecte vase et d'une eau visqueuse ». Le fond était couvert d'une mousse verdâtre glissante et le sol laissait souvent apparaître des débris de verre. Certains hivers, comme en février 1882, le bassin servait de patinoire, malgré la défense formelle de la mairie de Versailles de « patiner et glisser tant que la glace n'atteint pas au moins onze centimètres ».
On entreprit en 1943 une rénovation et l'on restaura les cabines qui furent repeintes en vert. Mais le succès de la piscine obligea à ouvrir un lieu plus adapté et plus conforme aux normes d'hygiène et de sécurité ; la construction de la piscine Montbauron commença en 1952 et la piscine des Pages fut fermée l'année suivante.
Des travaux de réhabilitation ont été réalisés au début du XXIe siècle, en particulier pour l'étanchéité du bassin et la réfection des évents en plomb,. Le logement du pavillon des Jambettes dont dépendent ces deux bassins, rénové en 2009, est, jusqu'en 2011, à la disposition du président de l'établissement public du château de Versailles.